# Casa Petin
La Casa Petin és una obra del moviment modern de Palafrugell (Baix Empordà) protegida com a Bé Cultural d'Interès Local.

## Descripció
Els elements generadors de l'espai interior són dos plans fixos, el del terra i el del sostre, lleument manipulats, i una sèrie de plans verticals més o menys contundents en funció de l'àmbit que volen definir, ajudant-se de murs que no arriben al sostre o d'altres amb grans obertures, buscant la continuïtat dels espais. Aquests tractament no es limita a l'interior de l'habitatge sinó que es transmet a l'espai de transició cap a l'exterior. Un pati interior, el lleuger porxo de la galeria del pis superior i els porxos que es formen degut als retranqueigs de l'habitatge faciliten la fusió entre l'interior i l'exterior. A l'accés apareix una paret de pedra que contrasta amb la blancor de les façanes. L'estructura és de parets de càrrega. La coberta és plana. Les fusteries són lacades negres.